# Front national de libération de l'Angola
Pour les articles homonymes, voir Front national.
Pour les autres articles nationaux ou selon les autres juridictions, voir Front national.
Le Front national de libération de l'Angola (en portugais : Frente Nacional de Libertação de Angola, FNLA) est un ancien mouvement anti-colonial angolais fondé en 1956 par Holden Roberto sous le nom d'Union des populations du nord de l'Angola (União das Populações do Norte de Angola, plus tard nommé União das Populações de Angola, UPA). Après avoir lutté contre la domination coloniale portugaise, le FNLA a participé du processus de décolonisation de 1974-1975, en termes militaires et politiques, mais est pratiquement absent de la guerre civile angolaise de 1975 à 2002, pendant laquelle il est soutenu par le Zaïre de Mobutu Sese Seko. Il s'est transformé en parti politique depuis le passage de l'Angola à un système multi-parti, en 1992, jouant sur ce plan un rôle de plus en plus marginal.

## Résultats électoraux
| Votes  | Élection | %   | Sièges  | +/– | Position | Gouvernement |
| ------ | -------- | --- | ------- | --- | -------- | ------------ |
| 94 742 | 1992     | 2,4 | 5 / 220 | Nv  | 3e       | Opposition   |
| 71 416 | 2008     | 1,1 | 3 / 220 | 2   | 5e       | Opposition   |
| 65 163 | 2012     | 1,1 | 2 / 220 | 1   | 5e       | Opposition   |
| 63 658 | 2017     | 0,9 | 1 / 220 | 1   | 5e       | Opposition   |

### Discographie
- (en) Angolan freedom songs (enregistrés par des combattants de l'UPA en Angola), Smithsonian Folkways recordings, Washington, D.C., 1962